# شهرستان لونگشی
شهرستان لونگشی (به لاتین: Longxi County) یک منطقهٔ مسکونی در چین است که در دینگسی واقع شده‌است. شهرستان لونگشی ۲٬۴۰۸ کیلومتر مربع مساحت و ۵۱۸٬۷۰۰ نفر جمعیت دارد.